# HMS Loyal (G15)
Pour les autres navires du même nom, voir HMS Loyal.
Le HMS Loyal est un destroyer de classe L en service dans la Royal Navy pendant la Seconde Guerre mondiale.
Sa quille est posée le 23 novembre 1938 au chantier naval Scotts Shipbuilding and Engineering Company de Greenock, en Écosse. Il est lancé le 8 octobre 1941 et mis en service le 31 octobre 1942 sous le commandement du lieutenant commander Hugo Edward Forbes Tweedie.

## Historique
Sa construction fut retardée par le bombardement de son chantier. Le Loyal effectue son entraînement à Scapa Flow du 11 novembre au 15 décembre 1942, s’ensuit une période de maintenance à Greenock d’une durée de 10 jours. Il appareille le 26 décembre 1942 pour Gibraltar et va être basé dans les bases d’Afrique du Nord pendant six mois. Sa première action notable est le naufrage d'un dragueur de mines au sud de la Sardaigne avec le Lightning le 18 janvier 1943. Il va recueillir 170 survivants de celui-ci quand il sera coulé le 12 mars 1943. Le Loyal effectue ensuite des missions d’escortes et de patrouilles, et du 9 au 13 mai 1943, prend part au blocus du cap Bon (opération Retribution).
Le mois suivant, il est engagé dans le bombardement et l’occupation de l’île de Pantelleria du 8 au 11 juin 1943. Il va être ensuite engagé dans l’invasion de la Sicile, étant membre de l’Eastern Support Force. Le 2 septembre 1943, lors de l’invasion de l’Italie, il bombarde Reggio de Calabre et Pesaro.
De juin à septembre 1943, il est basé à Malte avec des détachements à Palerme et Augusta. Le 9 septembre, alors qu’il patrouillait au nord de Messine en compagnie du croiseur HMS Orion, il est attaqué par des Heinkel He 111 mais s’en sors sans dommages. Il va ensuite exécuter des missions de bombardements dans la région de Salerne. Le 14 septembre, alors qu’il est engagé dans des actions de support de l’armée, il est légèrement endommagé par des éclats après une attaque effectuée par des bombes planantes Fx 1200 et Hs 293. Le Loyal va passer l’hiver 1943/1944 basé à Tarente.
Le 9 février 1944, il est endommagé au large d’Anzio et les réparations nécessaires sont effectuées du 16 février au 23 mars 1944 à Tarente. Il retourne ensuite à ses missions d’escortes et de bombardement, étant basé à Malte jusqu’à sa prochaine refonte. Celle-ci à lieu à Malte du 27 juin au 18 août 1944.
Il est ensuite basé à Ancône et effectue des missions de bombardement dans la région de Rimini du 1er au 13 septembre, en compagnie des destroyers Undine (en), Urchin (en) et Kimberley. Il opère ensuite au larges de côtes italiennes jusqu’au 13 octobre 1944, date à laquelle il est victime d’une mine dans la mer Tyrrhénienne. Sévèrement endommagé, il est remorqué à Tarente qu'il atteint le 24 octobre 1944. Le 30 octobre, il est pris en charge par l’arsenal de Tarente. Compte tenu de l’importance des dommages, des réparations temporaires sont effectués pour permettre son remorquage vers la Grande-Bretagne. Le 17 novembre, il est prêt à être remorqué mais l'opération ne sera pas effectué. Il est amarré à Tarente pendant un an.
Le 5 janvier 1946, il est décidé de le remorqué à Malte où il va servir d’accommodation ship. Il est alors transféré à Malte et des réparations sont effectuées du 4 au 23 juillet 1946. Restant sur l'île pendant deux ans, ordre est donné de le renvoyer en Grande-Bretagne le 17 décembre 1947. Il appareille du port le 15 juillet 1948, remorqué par l’Earner. Il rejoint Gibraltar le 21 juillet puis Milfor Haven le 31 juillet 1948 pour y être démoli par la société Thos W Ward.